# Prix d'honneur de la Nation
Le prix d'honneur de la Nation (国民栄誉賞, Kokumin Eiyoshō) est l'une des récompenses décernées par le Premier ministre du Japon. Créé en 1977 par Takeo Fukuda, le prix n'est pas limité aux ressortissants japonais.

## Liste des lauréats
|       | Date (Premier Ministre)            | Lauréat (Âge)                         | Profession                                               | Raison | Autres prix                                     |
| ----- | ---------------------------------- | ------------------------------------- | -------------------------------------------------------- | --- | ----------------------------------------------- |
| 1     | 1977 septembre 5 (Takeo Fukuda)    | Sadaharu Oh (37)                      | Joueur professionnel de baseball                         | Record mondial de « home runs » (868 home runs) |                                                 |
| 2     | 1978 août 4 (Takeo Fukuda)         | Masao Koga                            | Compositeur                                              | Accomplissement en tant que compositeur | Ordre du Trésor sacré Médaille au ruban pourpre |
| 3     | 1984 avril 19 (Yasuhiro Nakasone)  | Kazuo Hasegawa                        | Acteur                                                   | Accomplissement en tant qu'acteur | Ordre du Trésor sacré Médaille au ruban pourpre |
| 4     | 1984 avril 19 (Yasuhiro Nakasone)  | Naomi Uemura                          | Aventurier                                               | Ascensions réussies des plus hautes montagnes des 5 continents                                                                                                |                                                 |
| 5     | 1984 octobre 9 (Yasuhiro Nakasone) | Yasuhiro Yamashita (27)               | Judoka                                                   | Accomplissement en tant que judoka | Médaille au ruban pourpre                       |
| 6     | 1987 juin 22 (Yasuhiro Nakasone)   | Sachio Kinugasa (en) (40)             | Joueur professionnel de baseball                         | record du monde de jeux consécutifs |                                                 |
| 7     | 1989 juillet 6 (Sōsuke Uno)        | Kazue Kato (Hibari Misora)            | Chanteur                                                 | Donne aux gens de l'espoir et du rêve avec des chansons |                                                 |
| 8     | 1989 septembre 29 (Toshiki Kaifu)  | Mitsugu Akimoto (Chiyonofuji Mitsugu) | Yokozuna                                                 | Record de victoire pour un lutteur de sumo |                                                 |
| 9     | 1992 mai 28 (Kiichi Miyazawa)      | Takeo Masunaga (Ichirō Fujiyama)      | Chanteur                                                 | Donne aux gens espoir et encouragement avec des chansons en belle langue japonaise                                                                            | Ordre du Trésor sacré Médaille au ruban pourpre |
| 10    | 1992 juillet 28 (Kiichi Miyazawa)  | Machiko Hasegawa                      | Manga artiste                                            | Médaille au ruban pourpre (posthume) |                                                 |
| 11    | 1993 février 26 (Kiichi Miyazawa)  | Ryōichi Hattori                       | Compositeur                                              | Ordre du Trésor sacré Médaille au ruban pourpre |                                                 |
| 12    | 1996 septembre 3 (Ryōichi Hattori) | Kiyoshi Atsumi                        | Acteur                                                   | Otoko wa tsurai yo | Médaille au ruban pourpre                       |
| 13    | 1998 juillet 7 (Ryutaro Hashimoto) | Tadashi Yoshida                       | Compositeur                                              | | Médaille au ruban pourpre                       |
| 14    | 1998 octobre 1 (Keizo Obuchi)      | Akira Kurosawa                        | Réalisateur                                              | Ordre de la Culture |                                                 |
| 15    | 2000 octobre 30 (Yoshiro Mori)     | Naoko Takahashi (28)                  | Athlète                                                  | Médaille d'or au marathon féminin des Jeux olympiques d'été de 2000                                                                                           |                                                 |
| 16    | 2009 janvier 23 (Taro Aso)         | Minoru Endo                           | Compositeur                                              | |                                                 |
| 17    | 2009 juillet 1 (Taro Aso)          | Mitsuko Mori                          | Actrice                                                  | |                                                 |
| 18    | 2009 décembre 22 (Yukio Hatoyama)  | Hisaya Morishige                      | Acteur                                                   | |                                                 |
| 19    | 2011 août (Naoto Kan)              | Équipe du Japon de football féminin   | Équipe nationale de football féminin                     | Remporte la Coupe du monde de football féminin 2011 |                                                 |
| 20    | 2012 novembre 7 (Yoshihiko Noda)   | Saori Yoshida                         | Lutteur                                                  | |                                                 |
| 21    | 2013 février 25 (Shinzō Abe)       | Taihō Kōki                            | Yokozuna                                                 | |                                                 |
| 22    | 2013 mai 5 (Shinzō Abe)            | Shigeo Nagashima (en) (77)            | Joueur professionnel de baseball                         | |                                                 |
| 23    | 2013 mai 5 (Shinzō Abe)            | Hideki Matsui (38)                    | Joueur professionnel de baseball                         | |                                                 |
| 24    | 2016 octobre 20 (Shinzō Abe)       | Kaori Ichō                            | Lutteuse                                                 | Première athlète à remporter des médailles d'or individuelles au cours de quatre Jeux olympiques consécutifs                                                  |                                                 |
| 25 26 | 13 février 2018 (Shinzō Abe)       | Yoshiharu Habu (47) Iyama Yuta (28)   | Joueur professionnel de shogi Joueur professionnel de go | Habu est le premier joueur à avoir dominé les sept titres majeurs. Iyama est le premier joueur de l'histoire à détenir simultanément les sept titres majeurs. |                                                 |
| 27    | 2 juillet 2018 (Shinzō Abe)        | Yuzuru Hanyu (23)                     | Patineur artistique                                      | Premier patineur depuis 66 ans à remporter deux fois le titre olympique.                                                                                      |                                                 |

## Refus
Le prix a été refusé à plusieurs reprises, notamment par le joueur de baseball Yutaka Fukumoto (en), nommé en 1983 après avoir établi un nouveau record mondial de 939 bases volées, ou encore par la famille du compositeur Yūji Koseki, à la suite de sa mort en 1989. Le joueur de baseball Ichirō Suzuki a lui aussi refusé le prix à deux reprises, en 2001 et en 2004, arguant être encore en plein milieu de sa carrière et donc en développement.